# Bacopa monnieri
Bacopa monnieri é uma espécie de planta com flor pertencente à família Scrophulariaceae. A autoridade científica da espécie é (L.) Wettst., tendo sido publicada em Die Natürlichen Pflanzenfamilien.

## Efeitos
Possui efeitos nootrópicos, antioxidantes, neuroprotetores e hepatoprotetores.

## Portugal
Trata-se de uma espécie presente no território português, nomeadamente em Portugal Continental.
Em termos de naturalidade é introduzida na região atrás indicada.

## Protecção
Não se encontra protegida por legislação portuguesa ou da Comunidade Europeia.